# ترودی ماسگریو
ترودی ماسگریو (انگلیسی: Trudi Musgrave؛ زادهٔ ۱۰ سپتامبر ۱۹۷۷) یک تنیس‌باز اهل استرالیا است.